# 施行状
施行状（しぎょうじょう）とは、中世において出された武家様文書の1つ。上位者が出した命令を奉じて下位者にその命令を実施するように命じた文書である。
なお、読み方は乞食などに物を与える施行（せぎょう）と混同されることを避けるために「しぎょう」と読ませた。

## 概要
役職の補任、所領の寄進、相論の裁許などの処分において上位者が出した下文・寄進状・下知状・御判御教書などの内容を関係者に周知徹底させ、その内容（役職・動産・所領などの引渡行為など）の実施を図るために添付された文書である。施行状は将軍（執権・天皇）の命令文書である下文などの文書が存在することを前提とし、その内容の実施を指示する文書であるため、上位者の家司や右筆などが奉書・（通常の）御教書・書下などの形式で作成し、「下文の旨に任せて」施行（遵行）すべきとの文言や施行（遵行）を意味する「沙汰付けすべし」の文言が含まれる場合が多かった。
鎌倉幕府では幕府（将軍・執権）の命令に付随して六波羅探題・鎮西探題・守護の施行状が、建武政権の天皇の綸旨に付随して出された施行牒が、室町幕府では幕府（将軍）の命令に付随して執事・引付頭人・管領が奉書の形式で作成した施行状が出されている他、鎌倉府でも鎌倉公方の命令に付随して関東管領が施行状を出している。
施行状は鎌倉幕府では実際の命令の対象者に出されることが多く強制力がなかったために実効性は乏しかったが、正和の神領興行法によって鎌倉幕府の訴訟の基本であった理非究明の原則を無視してでも九州の有力神社の社領の保護を命じる義務を課された鎮西探題では強制力を持たせるために探題が独自に施行状と同様の内容の命令を出して強制力を付与することも行われた。
一方、室町幕府では命令の対象になった処分を対象者に代わって実施するために現地に派遣される使節や現地を管轄する守護に対して出されるのが普通である。彼らは施行状に基づいて実際の遵行行為を行うが、遵行時には施行状は遵行状・打渡状などと呼ばれた。本来、処分の実施（遵行）を命じる施行状と遵行行為を行う際の遵行状・打渡状は本来別の文書であるべきであるが、現地の使節・守護クラスでは明確な区別が行われず、別に遵行状・打渡状を作成せずに施行状をもって充てた。なお、執事・管領などの施行状を出す身分の者が施行状の対象となる守護を務める国では施行状の対象として守護代へ充てられた。なお、室町幕府における施行状の位置づけ変化には、南北朝の内乱の中で将軍（足利尊氏）が自派に味方した武士への恩賞のために出した下文や寺社への寄進のために出した寄進状により強制力と実効性を持たせるために執事（高師直）が現地に派遣される使節や現地の守護にその遵行を強く促すために適正に発給された下文・寄進状には対象者の申請の有無に関わらず施行状を添えたことが大きかったと考えられている。だが、強制力を持つ施行状の発給とその遵行は鎌倉幕府の訴訟の基本であった理非究明の原則を無視する性格のものであったことから、将軍権力の求心力の強化・維持のために施行状の発給を推進しようとする高師直とこれを鎌倉幕府の訴訟制度の再建の障害とみなす足利直義の対立を引き起こし、後の観応の擾乱の一因となったとする亀田俊和の研究がある。この擾乱で高師直も足利直義も滅亡するものの、将軍尊氏は自らの親裁権強化のために師直の政策を踏襲することになり、観応3年9月18日（1352年10月26日）に出された室町幕府追加法第60条で下文内容の実現には施行状とそれに基づく使節・守護の遵行を必要と規定したことで制度化されることになった。
後に執事が管領へと発展し権限が拡大する反面、戦乱の収束によって恩賞や寄進の機会が減少するとともに、施行状の内容も段銭の免除や守護不入などに移行するようになる。鎌倉府では鎌倉公方足利持氏と対立した関東管領上杉憲実が永享の乱の直前に管領職を放棄するまで、京都では応仁の乱による室町幕府の権威衰退まで執行状が発給され続けた。